# Lotnisko Chełm-Depułtycze Królewskie
Lotnisko Chełm-Depułtycze Królewskie – lotnisko w Depułtyczach Królewskich z polem wzlotów o nawierzchni naturalnej oraz betonowej, położone w gminie Chełm, ok. 7 km od Chełma. Lotnisko należy do Państwowej Akademii Nauk Stosowanych w Chełmie.

## Dane lotniska
Lotnisko od 2014 roku figuruje w ewidencji lotnisk Urzędu Lotnictwa Cywilnego pod poz. 58 (nr rejestracyjny 66). Lotnisko użytku wyłącznego. Operacje lotnicze wyłącznie za pisemną zgodą Zarządzającego. Powierzchnia lotniska to ponad 42 hektary. Uczelniane lądowisko w Depułtyczach Królewskich zostało zarejestrowane w 2008 roku. Lotnisko użytkowane jest miejscem praktycznych zajęć dla studentów kierunku Mechanika i budowa maszyn, czyli adeptów pilotażu samolotowego, śmigłowcowego oraz mechaniki lotniczej oraz do lotów cywilnych (Lotnicze Pogotowie Ratunkowe).
- Lotnisko dysponuje dwoma drogami startowymi[4]
  - na kierunku 18L/36R, betonowa droga o wymiarach 1020 × 30 m
  - na kierunku 18L/36R, trawiasta droga o wymiarach 800 × 50 m
- Elewacja pasa startowego: 217 m / 712 ft n.p.m.
- Depułtycze–Radio 119,575 MHz
- Budynek wieży, rękaw, hangar – po zachodniej stronie pasa.
- Stacja paliw (AVGAS) tylko do użytku lokalnego.
- Wraz z zainstalowaniem odpowiedniego oświetlenia możliwe jest dokonywanie tam nocnych startów i lądowań[3].

Źródło 